# Comuna Osmoloda, Rojneativ
Osmoloda (în ucraineană Осмолода) este o comună în raionul Rojneativ, regiunea Ivano-Frankivsk, Ucraina, formată din satele Hrînkiv și Osmoloda (reședința).

## Demografie
Componența lingvistică a comunei Osmoloda
     Ucraineană (100%)
Conform recensământului din 2001, toată populația comunei Osmoloda era vorbitoare de ucraineană (100%).